# Ceratocanthus monrosi
Ceratocanthus monrosi là một loài bọ cánh cứng trong họ Hybosoridae. Loài này được Martínez & Pereira miêu tả khoa học năm 1959.